# Bundesstraße 48
De Bundesstraße 48 (ook wel B48) is een bundesstraße in de Duitse deelstaat Rijnland-Palts.
De B48 begint bij Bingen am Rhein en loopt langs de stad Bad Kreuznach naar Bad Bergzabern. De B48 is ongeveer 126 km lang.
Routebeschrijving
De B48 begint aan de  B9 in het noorden van Bingen am Rhein. De weg loopt parellel aan de B9 in zuidelijke richting, kruist deze zonder afrit en loopt in zuidwestelijke richting door Münster-Sarmsheim. Ten zuiden van Münster-Sarmsheim de  en A61 zonder afrit. De weg loopt nu verder door Laubenheim, Langenlonsheim en Bretzenheim en kruist ten zuiden van het dorp bij afrit Bretzenheim de B41. De weg loopt door het westen van Bad Kreuznach naar het zuidwesten. De B48 voert door de oostelijke uitlopers van de Hunsrück, de weg  In dit gebied loopt de weg  parallel aan de rivier de Alsenz, en sluit er ten zuiden van Hochstätten de B420 aan. De B421 loopt samen met de B48 tot in het noorden van het dorp Alsenz, waar ze naar het zuidwesten afbuigt. De B4 loopt verder naar Dielkirchen, Rockenhausen,  Winweiler  kruist bij afrit Winnweiler de A63, komt  door Enkenbach-Alsenborn en kruist zen zuiden van het dorp bij afrit Enkenbach-Alsenborn de A6. In het noordwesten van Hochspeyer lei
kruist de weg de B37, die de rondweg van Hochspeyer vormt. Vervolgens  komt men door de stad, waar de B48 korstondig in westelijke richting loopt om uiteindelijk naar het zuiden te af te buigen. Ten zuiden van Hochspeyer loopt de B48 een flink stuk door het Pfälzerwald. Op een kruising ten noordwesten van Rinnthal sluit de B48 aan op de B10 en lopen ze samen in westelijke richting tot aan een kruising in het noordwesten van Annweiler am Trifels waar de B48 weer naar het zuidwesten afbuigt. De weg loopt door een aantal dorpen waaronder Klingenmümster. De B48 eindigt op de rondweg van Bad Bergzabern waar een samenloop is met de B38,  welke net als de B48 eindigt op de ongelijkvloerse kruising met de B421.
B1 · B3 · B7 · B8 · B9 · B10 · B26 · B27 · B35 · B37 · B38 · B39 · B40 · B41 · B42 · B43 · B43a · B44 · B45 · B47 · B48 · B49 · B50 · B51 · B52 · B53 · B54 · B55 · B55a · B56 · B56n · B57 · B58 · B59 · B61 · B62 · B63 · B64 · B65 · B66 · B66n · B67 · B68 · B70 · B80 · B83 · B84 · B219 · B220 · B221 · B223 · B224 · B225 · B226 · B227 · B228 · B229 · B230 · B231 · B233 · B234 · B235 · B236 · B237 · B238 · B239 · B241 · B249 · B250 · B251 · B252 · B253 · B254 · B255 · B256 · B257 · B258 · B259 · B260 · B261 · B262 · B263 · B264 · B265 · B266 · B267 · B268 · B269 · B270 · B271 · B272 · B274 · B275 · B277a · B278 · B279 · B284 · B288 · B323 · B324 · B326 · B327 · B399 · B400 · B403 · B405 · B406 · B407 · B409 · B410 · B411 · B412 · B413 · B414 · B416 · B417 · B418 · B419 · B420 · B421 · B422 · B423 · B424 · B426 · B427 · B428 · B429 · B448 · B449 · B450 · B451 · B452 · B453 · B454 · B455 · B456 · B457 · B458 · B459 · B460 · B469 · B473 · B474 · B475 · B476 · B477 · B478 · B479 · B480 · B481 · B482 · B483 · B484 · B485 · B486 · B487 · B488 · B489 · B499 · B504 · B506 · B507 · B508 · B509 · B510 · B511 · B513 · B514 · B515 · B516 · B517 · B519 · B520 · B521 · B525 · B528 · B611